# Konstantínos Tsaldáris
Konstantínos Tsaldáris (em grego: Κωνσταντίνος Τσαλδάρης; 1884 — 1970) foi um político da Grécia. Ocupou o cargo de primeiro-ministro da Grécia.